# Duomo di Casale Monferrato
Il duomo di Sant'Evasio è il più antico monumento della città di Casale Monferrato e una delle più importanti cattedrali in stile romanico lombardo del Piemonte.

## Storia
Dedicato ai santi Evasio, Proietto, Natale e a Lorenzo fu consacrato il 7 gennaio dell'anno 1107 dal papa Pasquale II, sul luogo ove esisteva già nel I secolo d.C., un tempio dedicato a Giove e successivamente una chiesa di epoca liutprandea dedicata al martire Lorenzo.
Incendiata nel 1215, a seguito della guerra fra i Casalesi e gli Alessandrini, i Vercellesi, i Pavesi ed i Milanesi, fu pesantemente restaurata negli anni cinquanta del XIX secolo dall'architetto vercellese conte Edoardo Arborio Mella, per volere del vescovo Luigi Nazari di Calabiana, dell'architetto ed archeologo Luigi Canina e dell'abate Antonio Rosmini, contro il parere dell'Antonelli.

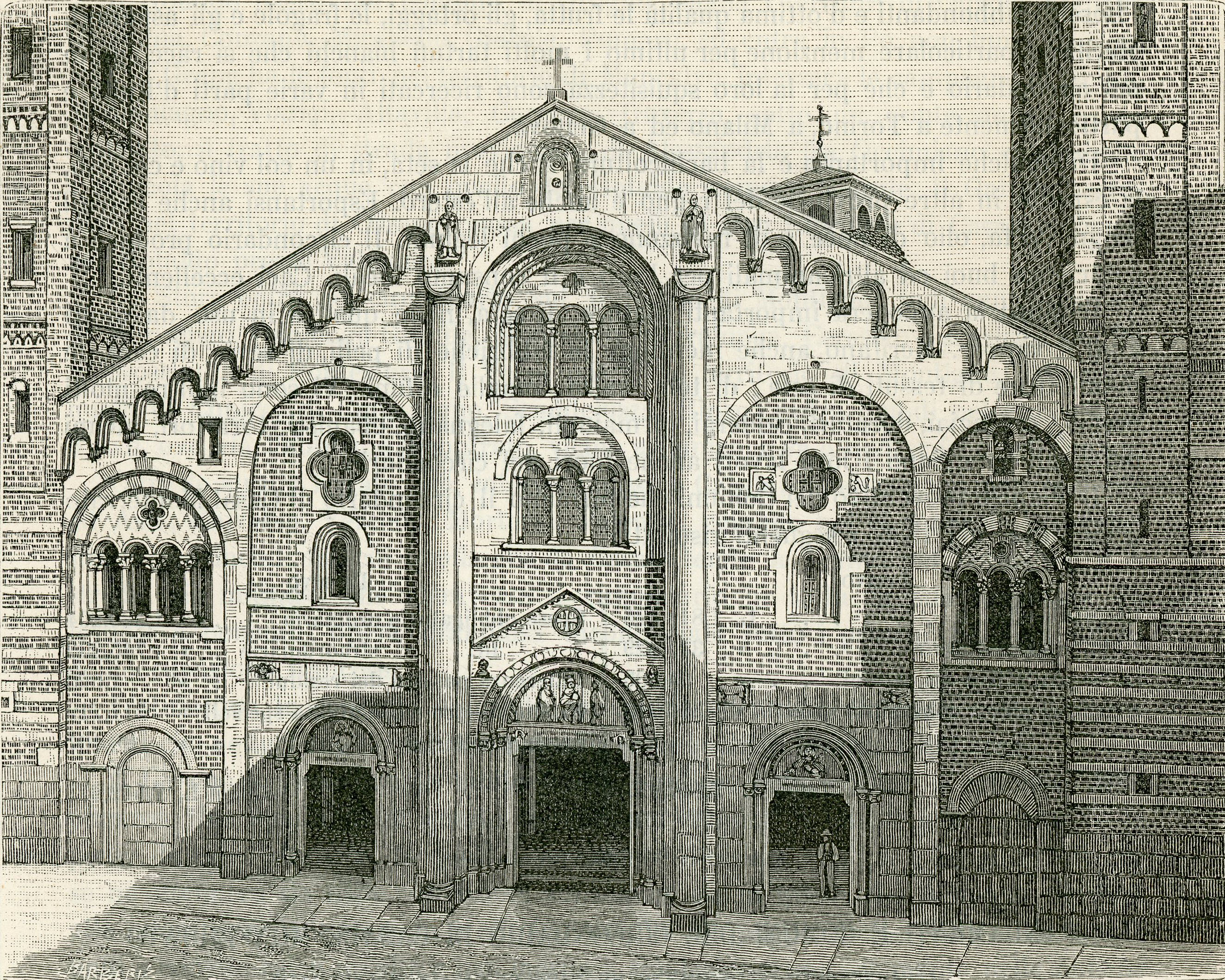
La facciata in una xilografia del 1890.

Risulta a tutt'oggi una delle più interessanti cattedrali in stile romanico lombardo presenti in Piemonte. Si caratterizza in particolare per la facciata, ricostruita durante i restauri del XIX secolo. Ha forma a capanna in arenaria e mattoni, ed è ornata da bifore e trifore. È inquadrata da due campanili duecenteschi cuspidati.
Sulle due colonne che affiancano l'ingresso principale sono le copie delle statue del re Liutprando e della regina Teodolinda, i cui originali si trovano all'interno.
Opera importante ed unica il nartece, non consueta in zona. Costruzioni similari si trovano in Armenia ed in Georgia. Secondo la teoria di alcuni studiosi tale opera è dovuta all'impiego di mano d'opera saracena, venuta in Monferrato quale prigioniera di guerra al seguito dei marchesi aleramici o secondo altri ai cavalieri templari, che avevano all'epoca sede in Santa Maria del Tempio, località vicina a Casale Monferrato. Nel nartece si trovano interessanti capitelli messi in luce dai recenti restauri.
L'interno è costituito da cinque navate con volte a botte e a crociera e da un matroneo con logge a trifore e quadrifore. Appeso all'arco trionfale il maestoso crocifisso triumphans proveniente dalla antica cattedrale di san Pietro di Alessandria. Nel primo altare a sinistra: "Maddalena in estasi", dello scultore piemontese Giovan Battista Bernero (XVIII secolo) altre opere scultoree del frassinetese Ambrogio Volpi (XVI secolo) facenti parte dell'antico altare di Sant'Evasio, tele di Guglielmo Caccia detto il Moncalvo raffiguranti santa Lucia, santa Agata e santa Apollonia e sul catino dell'abside pitture di Giovanni Sereno - 1860 -. Nel corridoio della sacrestia mosaici risalenti all'XI secolo, che facevano parte della pavimentazione della chiesa prima dei restauri del Mella. I mosaici rappresentano tra l'altro: la vittoria di Abramo, la morte di Nicanore, una chimera, Giona inghiottito dal pesce, la barca o l'arca di Sant'Evasio. Sul lato destro della chiesa e sopraelevata in confronto ad essa, la Cappella ellittica dedicata a sant'Evasio patrono della città e della diocesi, opera dell'architetto sabaudo Benedetto Alfieri. Iniziata verso la metà del XVIII secolo fu inaugurata nel 1808, in pieno periodo napoleonico. Al centro in alto urna contenente il corpo del martire in oro e argento, ai lati quattro bassorilievi in marmo raffiguranti fatti salienti della sua vita: l'ordinazione episcopale, la predicazione, il martirio, la traslazione delle reliquie da Alessandria a Casale Monferrato avvenuta nel 1403 ad opera di Facino Cane. Al centro della volta dipinto raffigurante la gloria del martire.

## Descrizione

### Facciata

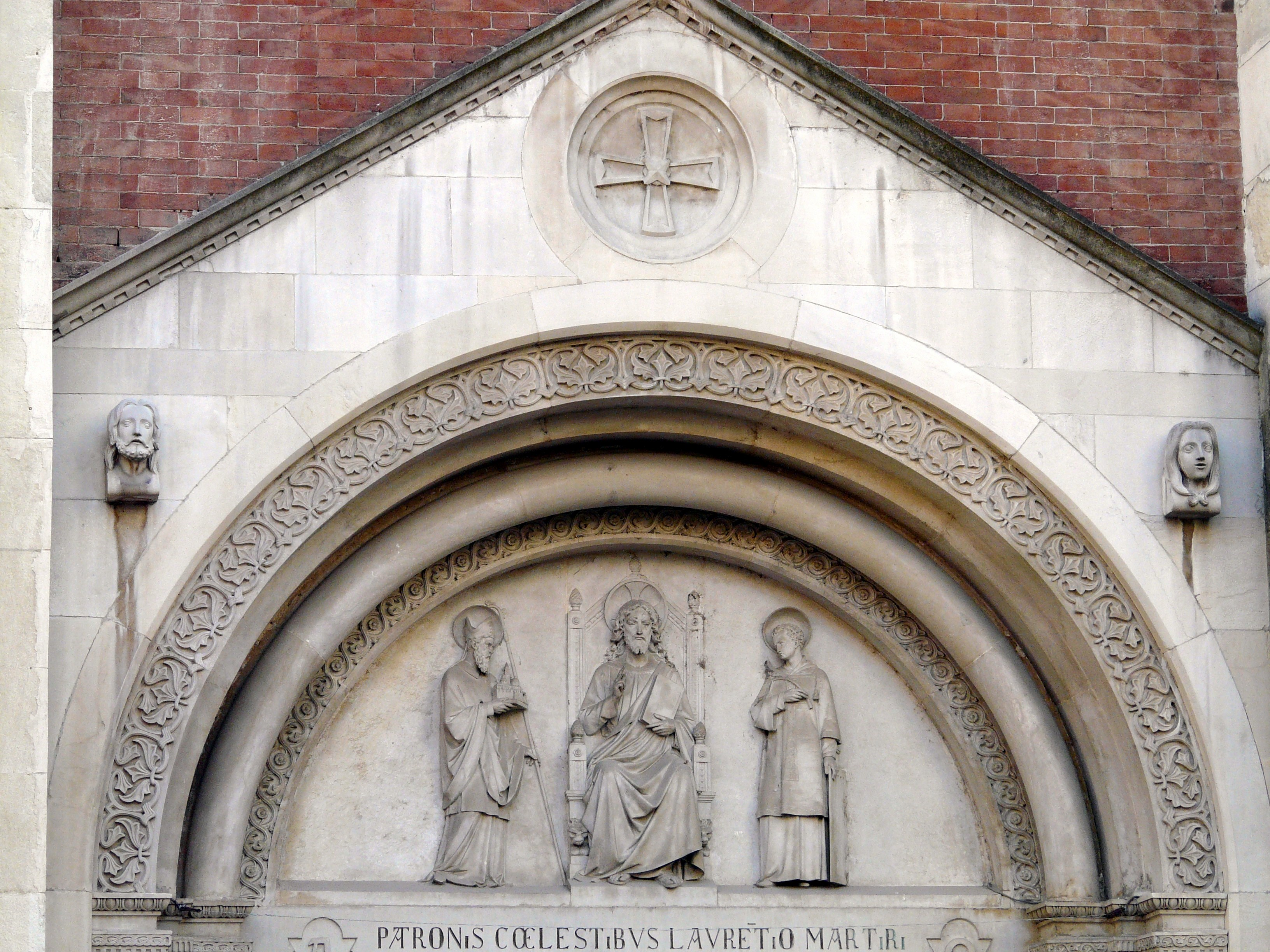
Particolare del portale d'ingresso della facciata

La monumentale facciata a capanna, è asimmetrica e incorniciata da due campanili laterali. Ai lati del portone d'ingresso principale vi sono due colonne su cui sono collocate le copie ottocentesche di due statue raffiguranti rispettivamente il re longobardo Liutprando e la regina Teodolinda, omaggio della comunità ai fondatori della chiesa.
La lunetta ottocentesca situata sulla porta centrale raffigura Gesù in trono tra Sant'Evasio, che offre al Cristo il modello della chiesa, e San Lorenzo con la graticola, patroni della cattedrale.
Lì, di fronte alla chiesa, gli abitanti del Borgo di Sant'Evasio potevano rafforzare la fede religiosa e la loro coscienza civica.
Poi con la costruzione dell'atrio, la facciata, per ragioni ancora non del tutto note, iniziò a manifestare i primi segni di un'improvvisa debolezza che rese necessaria l'azione di rimedi deturpanti, quali l'addossamento delle due case dei canonici, che fungevano da sovrastrutture di rinforzo.
Dopo questo lungo oscuramento, la facciata, restituita a nuova vita dagli importanti interventi di restauro ottocenteschi, è quella originaria scandita dal ritmo crescente delle arcate e delimitata dai due svettanti campanili, che oggi liberi, costringono ancora ad alzare gli occhi verso il cielo.

### Nartece

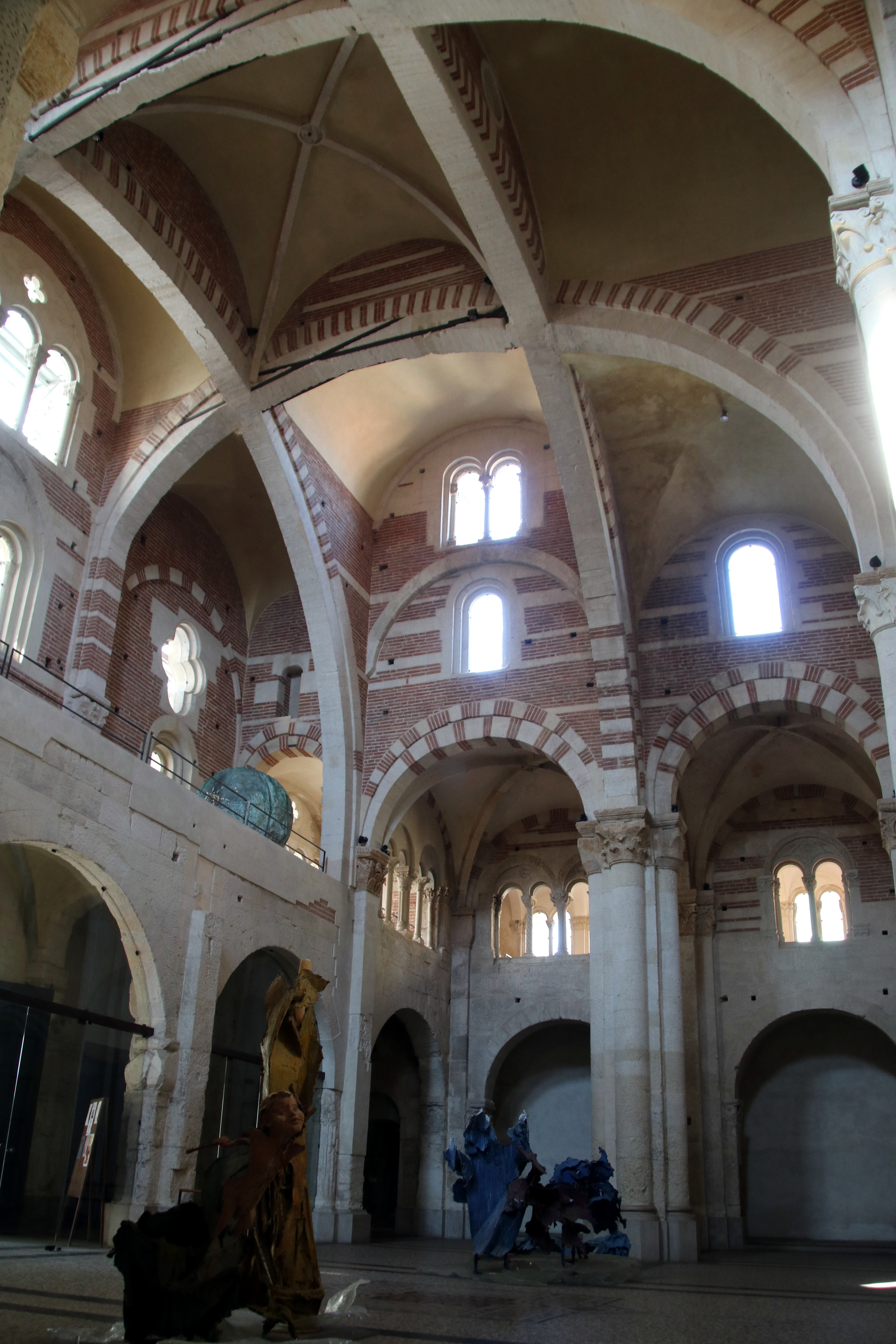
Il nartece

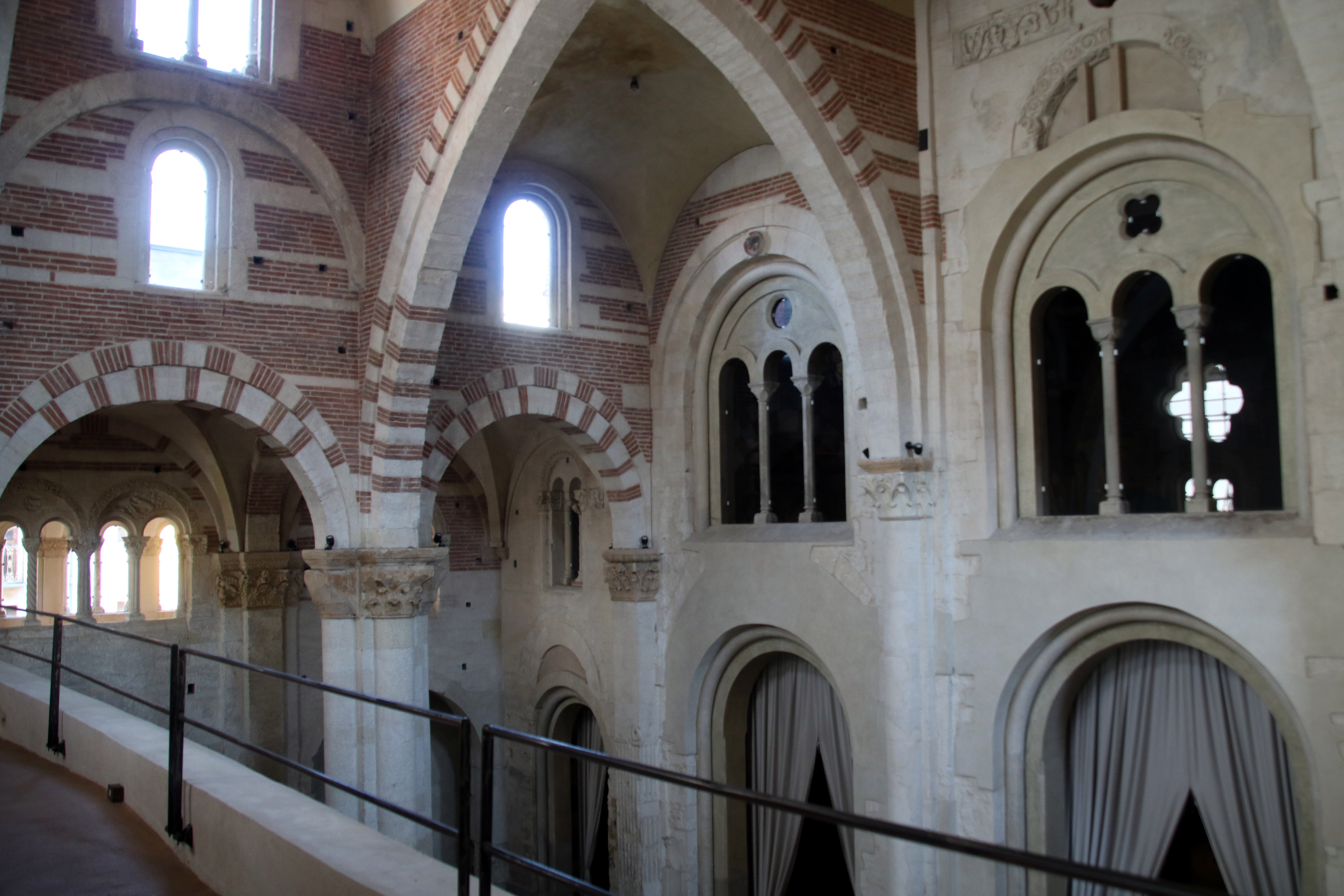
Particolare del nartece

L'imponente atrio o nartece, esempio unico di architettura romanica caratterizzata da arditi incroci di archi in conci di arenaria e mattoni in argilla che si intrecciano a coppie parallele, costituisce una complessa articolazione dello spazio.
Sorto sull'area dell'antico cimitero antistante la chiesa, l'atrio presentava fin dalla costruzione una sua configurazione particolare caratterizzata da accessi frontali e laterali sempre aperti al passaggio pubblico.
Due gallerie a forma di matronei, indipendenti e accessibili dall'interno dei campanili tramite scale a chiocciola, si distendono sui lati esterni dell'atrio. Collegate dalla tribuna, chiuse da soggette con archi a tutto sesto e illuminate da grandi finestre, esse conferivano al luogo un ruolo quasi esclusivamente sociale, assai importante nell'attività politica del borgo in fase di pieno sviluppo.
Di particolare interesse gli elementi decorativi nascosti dagli intonaci (ritornati alla luce dopo il complesso lavoro di recupero biennale concluso nel 2001), che dagli studi presentano alcuni parallelismi con il Portale della Gloria di Santiago di Compostela, come il fregio della cerva e il rosone della primitiva facciata.
Si sono individuate anche colonne romane nella galleria verso la piazza. In luce anche un affresco di alta epoca.
Questo inconsueto ed enigmatico ambiente riflette una identità più sociale che religiosa. Esso infatti è troppo grande per essere solo porticato di protezione e alquanto separato per appartenere interamente alla chiesa, considerato nella sua configurazione architettonica e nel suo schema distributivo caratterizzato da un piano terreno aperto da portici (che circoscrivevano una grande aula in grado di accogliere importanti adunanze pubbliche) oppure luogo di accoglienza del pellegrino (come attestano i bacini ceramici in facciata), da un piano superiore con logge adatte più per arringhe che per assolvere funzioni di matronei e, in facciata, da un campanile diverso da quello della chiesa, con campana riservata al Comune.
Destinazione a cui l'atto progettuale era improntato fin dalla nascita, situazione particolare, ma non sorprendente ed estranea alle condizioni in cui si trovava il Borgo di sant'Evasio, estremamente addensato e povero di spazi urbani.
Motivo per cui la chiesa di Sant'Evasio assurge da quel momento a simbolo politico di tutta la comunità.

### Interno

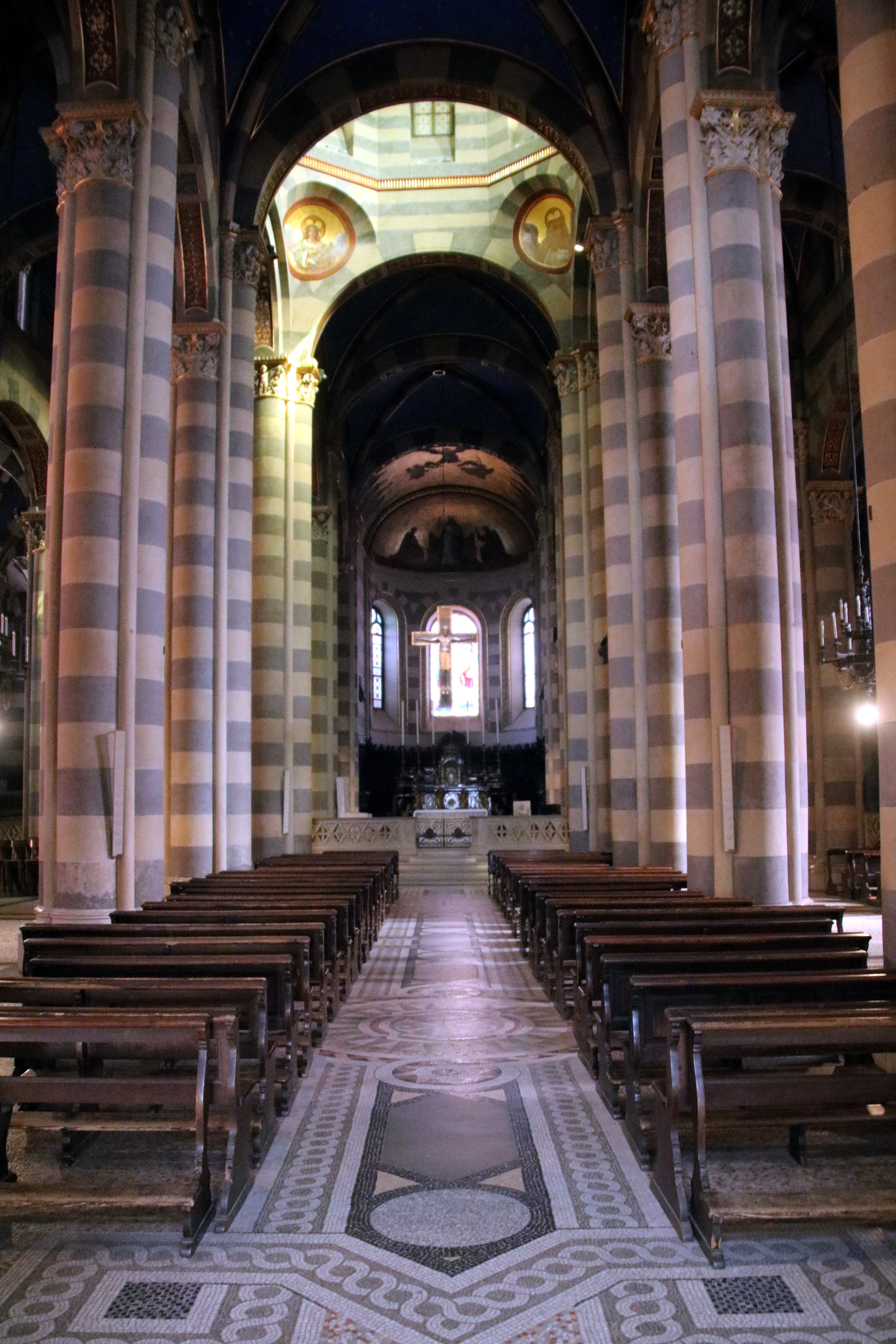
Interno del Duomo

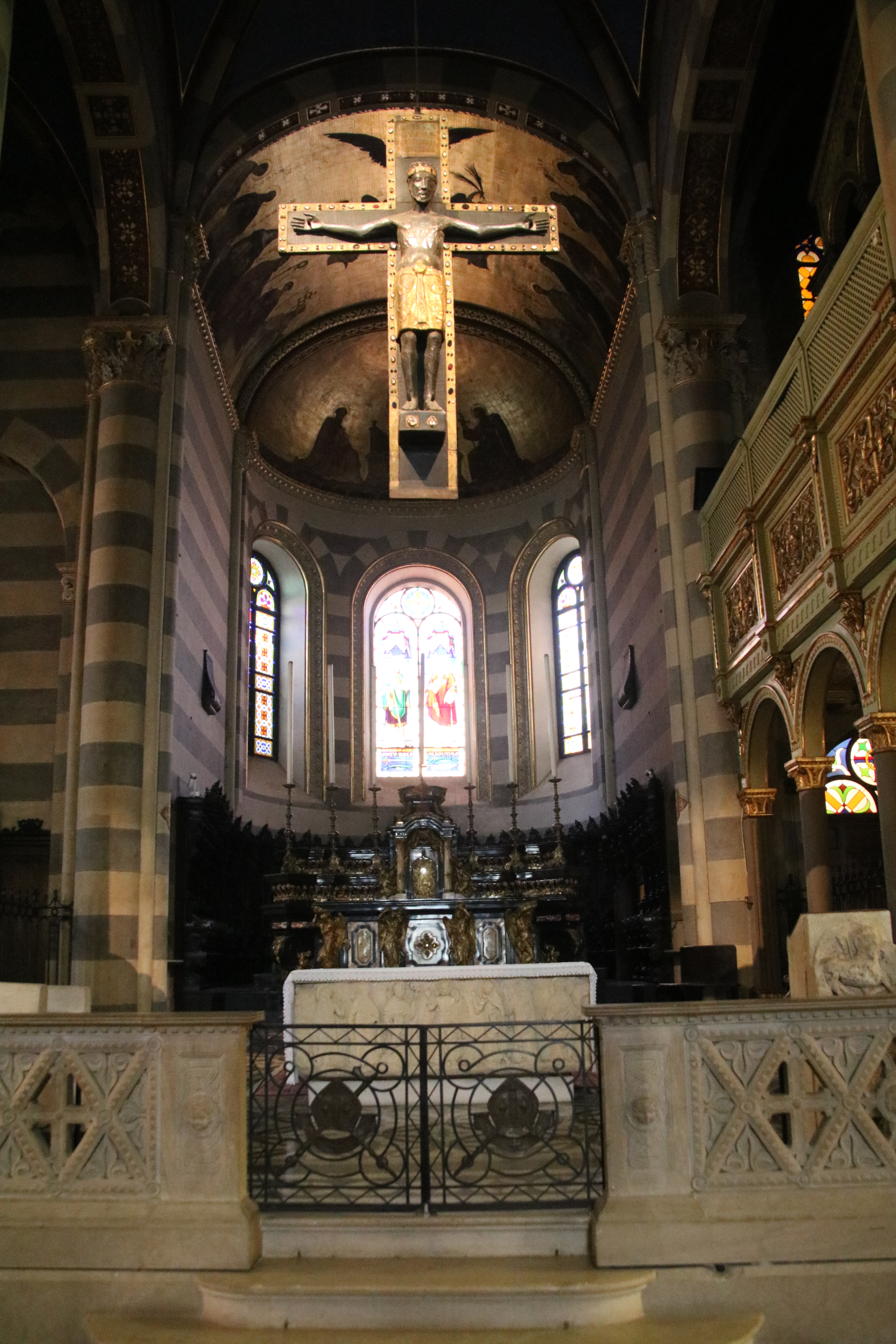
Il presbiterio con il Crocifisso del XII secolo.

Scendendo i gradini che conducono alle navate è evidente la differenza tra il nartece ed il resto dell'edificio, completamento ricoperto dal restauro avvenuto tra il 1857 e il 1861 ad opera dell'architetto vercellese Edoardo Arborio Mella.
Lo spazio è suddiviso in cinque strette navate. Ai muri perimetrali della chiesa sono addossati gli altari laterali, che hanno subito, nel tempo, numerose modifiche. Il presbiterio presenta nella volta e nel catino absidale i dipinti murali eseguiti da Costantino Sereno nel 1860-61 in stile neobizantino. L'altare maggiore, in marmi policromi e il coro, con stalli in legno intagliato, risalgono alla prima metà del XVIII secolo.
La tribuna dell'organo, il pulpito, la balaustra e la vetrata con i Santi Evasio e Lorenzo sono del XIX secolo. La mensa, arenaria, era in passato collocata nell'atrio. Vi sono raffigurati Cristo in mandorla con sei santi e due devoti in ginocchio. Non si conosce l'uso originario del manufatto, è pensabile che risalga al XII secolo. Allo stesso secolo è databile anche l'ambone con l'Agnus Dei ricavato da un frammento proveniente dalla facciata del duomo.
La cattedra episcopale in pietra di Vicenza è opera del 1978 degli architetti Costantino Ruggeri e Luigi Leoni. A sinistra del presbiterio è collocata la Cappella del Santissimo Sacramento. Non presente sul transetto della primitiva chiesa, il tiburio venne innalzato dopo il 1215 per dare forma, insieme ai due campanili di facciata, ad una singolare trilogia compositiva. Colpito il 5 giugno 1544 dal fulmine, che ne abbatté la parte superiore, fu ridotto nei primi decenni del Seicento fino all'altezza attuale.

### Crocifisso
Il crocifisso, maestoso per le sue dimensioni superiori ai due metri e per il peso di circa 130 kg, rappresenta un esemplare significativo dell'iconografia cristiana del Christus Triumphans. Appesa all'arco trionfale la scultura, caratterizzata da una minuziosa lavorazione, fu originariamente trafugata nel 1403 dall'antica cattedrale di san Pietro di Alessandria, insieme alle reliquie di Sant'Evasio, dal capitano di ventura Facino Cane. Queste ultime erano state sottratte precedentemente nel 1216 da una coalizione composta da astigiani, alessandrini e vercellesi.
Il crocifisso si distingue per la monumentalità della figura di Cristo, la quale emerge vigorosamente dalla croce. Gli occhi, spalancati e privi di iride o pupilla, potrebbero essere stati originariamente completati da pigmenti ora perduti. Le caratteristiche somatiche, come il naso rettilineo e la bocca serrata, non trasmettono emozioni ma una solenne gravità, sottolineata dalla posizione eretta e frontale del corpo. La figura mostra braccia leggermente piegate e mani aperte con dita dettagliatamente scolpite.
Il crocifisso è rivestito in una lamina d'argento di spessore inferiore al millimetro, ad eccezione del perizoma e della corona, realizzati in lamine di rame più spesse. Il dettaglio della corona, arricchita da elementi traforati e ornata con castoni di vetro e cristalli di rocca, alcuni dei quali perduti, conferisce un ulteriore livello di dettaglio artistico alla scultura. La croce in legno di noce, dipinta con un impasto pigmentato, è adornata da lamine di rame con incastonati gemme di diversa fattura, arricchendo visivamente l'opera.
Il testo sulla croce, «HICEST . IE/HSVS . NAZ/A . RENVS . RE/XIVDE . ORVM», inciso in lamina di rame e circondato da una cornice dipinta, evidenzia l'importanza religiosa e storica dell'opera. Questo elemento, insieme ai tratti dorati su vernice scura, richiama le tecniche artistiche renane e mosane del XII secolo.
Il trasferimento del crocifisso dalla cattedrale di Alessandria, una tappa significativa nella sua storia, fornisce elementi essenziali per la sua datazione. Secondo le fonti storiche, la cattedrale sarebbe stata costruita nei primi anni settanta del XII secolo e proclamata sede vescovile nel 1175, su impulso dell'arcivescovo di Milano, Galdino Sala. Da un punto di vista stilistico, la croce, che si presume fosse parte dell'originale dotazione liturgica della cattedrale, riflette le caratteristiche dell'arte locale alessandrina di quel periodo. L'analisi stilistica del crocifisso e i confronti con opere simili, come la croce della badessa Raingarda nella basilica di San Michele Maggiore di Pavia e il crocifisso ottoniano nel duomo di Vercelli avvalora ulteriormente questa ipotesi e arricchisce la comprensione del contesto culturale e artistico in cui l'opera è stata creata. La tecnica di lamine sbalzate applicate su un'anima lignea, unica tra i confronti citati, rappresenta un esemplare eccezionale di fusione tra oreficeria, scultura e intaglio.

### Cappella di Sant'Evasio

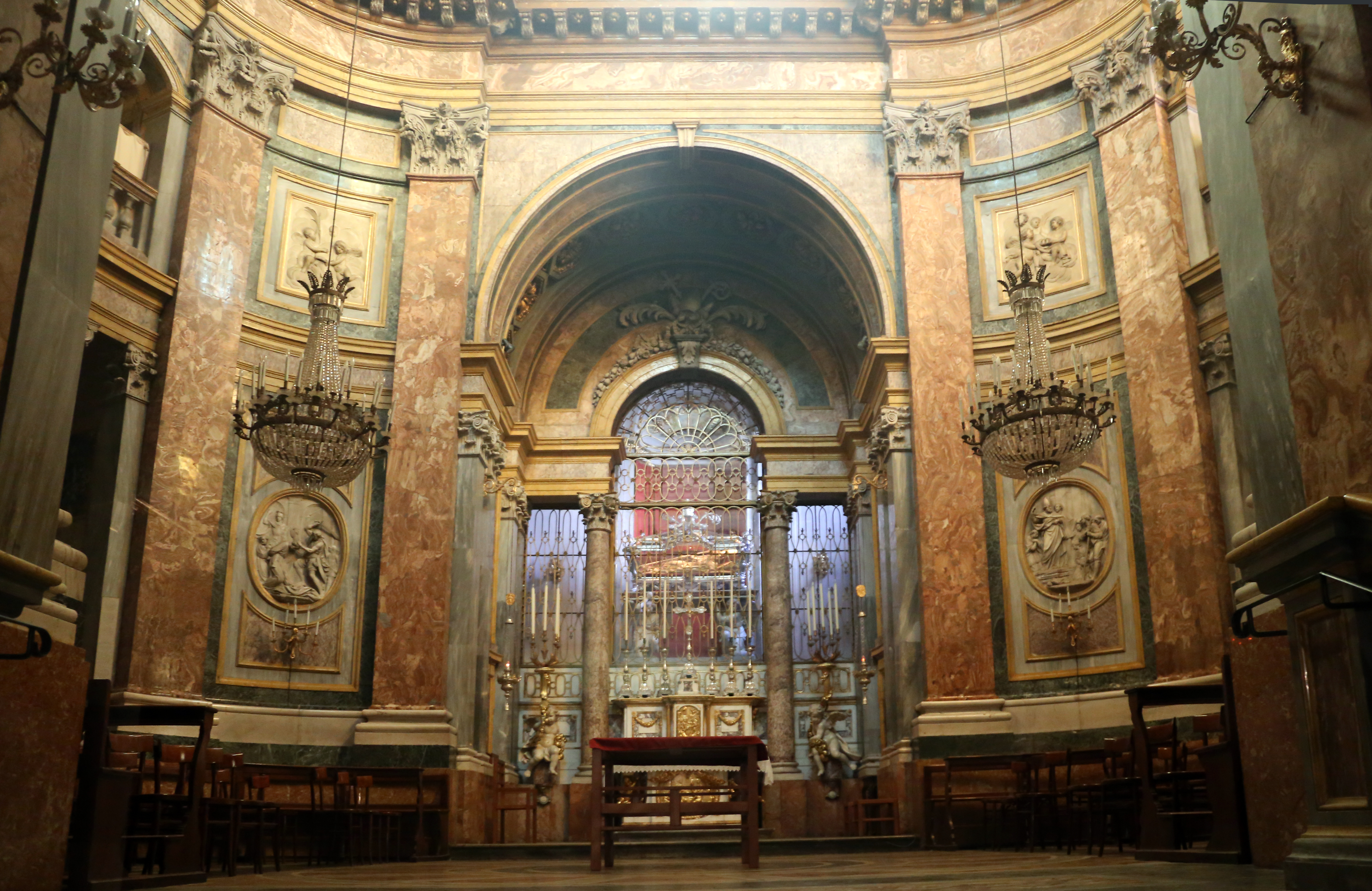
La Cappella di Sant'Evasio.

Affacciata sulla navata sinistra, venne realizzata dopo il 1764 su disegni di Benedetto Alfieri, modificati da Luigi Michele Barberis. All'interno si conservano gli ovali in marmo con episodi della vita di S. Evasio di Giovanni Battista Bernero, l'urna in argento e cristallo contenente le reliquie del santo patrono. L'affresco della volta, con S. Evasio in gloria, è di Giovanni Battista Ronchelli.

### Cella Campanaria e Sacrestia
della cappella di Sant'Evasio inizia il percorso della “Sacrestia Aperta”. Nella cella campanaria, ex sacrestia del duomo, sono esposte opere di oreficerie e manufatti tessili di notevole pregio.
Il percorso conduce poi alla Sacrestia, ampliata con l'aggiunta dell'abside nel 1788 circa dal capomastro Bernardo Lombardi sulla precedente del XVII secolo. Coevo è l'altare decorato con le statue e i rilievi marmorei provenienti dal cinquecentesco altare di S. Evasio. Il coro ligneo, datato 1787, è attribuito a Francesco Valeriano Dellala di Beinasc, e agli stessi anni risale il resto dell'arredo. Lungo le pareti è ospitata una piccola pinacoteca, tra cui spiccano Il battesimo di Gesù di Gaudenzio Ferrari (1534 c.) e S. Evasio di Pietro Francesco Guala (XVII sec.)
L'ultimo di una serie di restauri in vista delle celebrazioni del nono centenario quello della sacrestia presentato per la festa di Sant'Evasio (12 novembre 2006), lavoro condotto da Francesca Regoli di Gavi e Giovanni Bonari di Villanova, che ha riportato all'antico splendore di un tempo. In luce le formelle dell'altare cinquecentesco del Bambaja, le antiche decorazioni, le finte finestre, due angioletti.

### Organo a canne

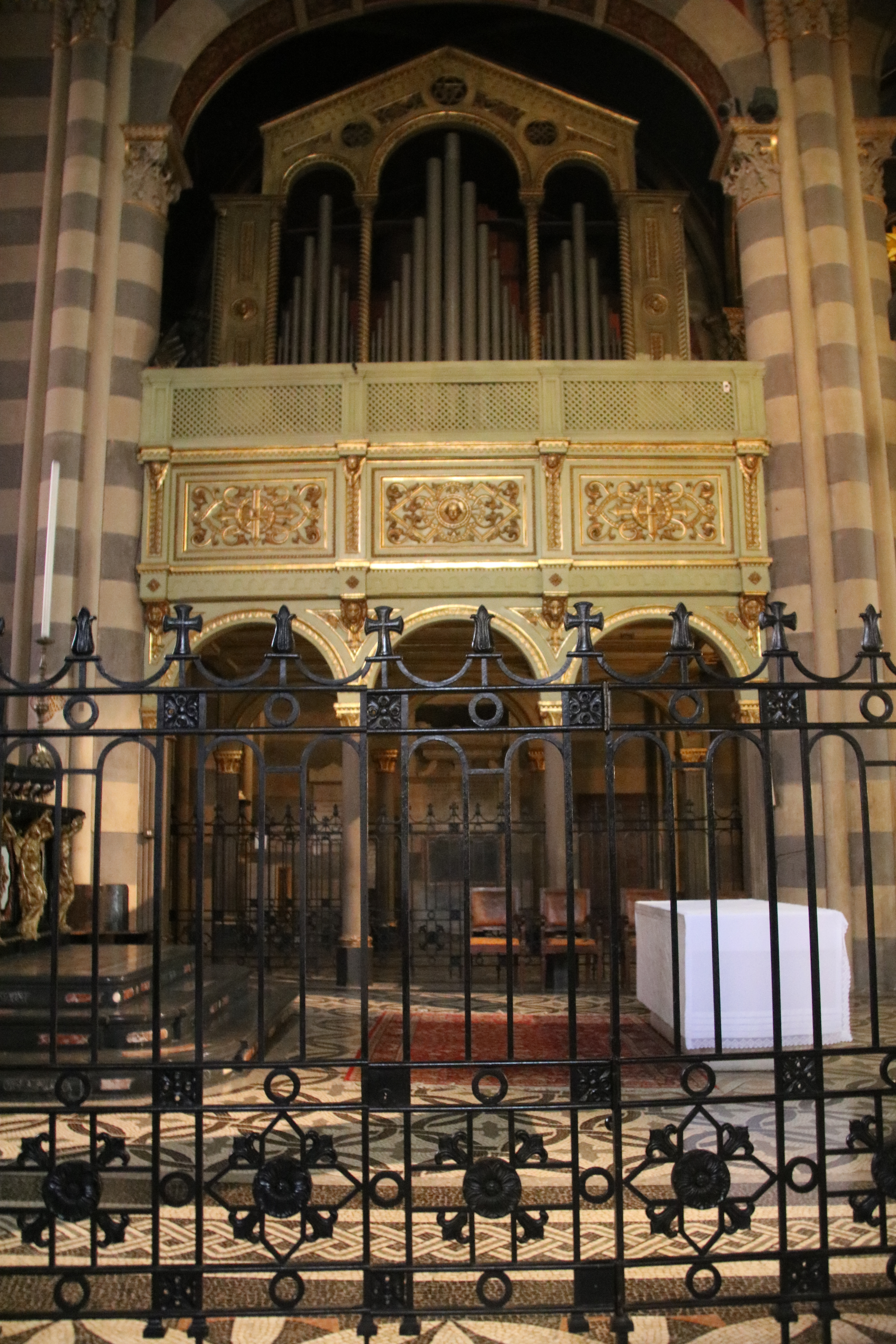
L'organo.

Sulla cantoria a destra del presbiterio si trova l'organo a canne, costruito dai Fratelli Carrera-Collino nel XIX secolo e restaurato nel 1994 dalla ditta Mascioni. Lo strumento, a trasmissione meccanica, ha due tastiere di 73 tasti ciascuna: quella inferiore corrisponde all'Organo Eco ed ha 61 note reali; quella superiore, invece, corrisponde al Grand'Organo ed ha 68 note reali. La pedaliera, dritta, ha 27 pedali ognuno corrispondente ad una nota reale. La mostra è costituita da canne del registro di principale 16' del Grand'Organo ed è racchiusa entro una ricca trifora con archi a tutto sesto.